# Progrès accéléré
Dans les domaines de la futurologie et de l'histoire des techniques, le progrès accéléré (accelerating change) est une perception de l'augmentation du taux d'accélération du progrès technique au cours de l'histoire. Cette augmentation, appuyée empiriquement par l'observation de la nature exponentielle de divers indicateurs, fait croire à plusieurs chercheurs que l'avenir sera marqué par des changements techno-scientifiques plus rapides et profonds qui seront accompagnés ou non de profonds changements culturels et sociaux.

## Historique
En 1910, au cours d'une conférence sur la planification urbaine de Londres, Daniel Burnham entame une réflexion sur la vitesse accrue du progrès technique, soulignant notamment que le monde dans lequel évoluera nos enfants et petits-enfants sera très différent de celui qu'il connaît,.
En 1938, Richard Buckminster Fuller popularise l'utilisation du mot éphémérisation afin de décrire la tendance à « faire plus avec moins » dans les domaines de la chimie, de la santé ainsi que dans d'autres branches industrielles. En 1946, Fuller publie un recensement des découvertes des éléments au cours du temps afin de mettre en évidence l'accélération du progrès.
En 1958, Stanislaw Ulam écrit, en faisant référence à une conversation avec John von Neumann, « notre discussion centrée sur l'accélération constante du progrès technique et des changements qu'il engendre sur la vie humaine, qui donnent l'impression de se rapprocher d'une singularité qui marquera l'histoire de l'espèce, ne peut pas se poursuivre, ».
En 1999, l'informaticien Ronald Rivest lance le défi LCS35, un calcul dont la durée est estimée à 35 ans, dans le but de concevoir un mode de génération de messages ne pouvant pas être lus avant une certaine date ; l'évolution de la vitesse de calcul avait été prise en compte par Rivest, mais malgré cela et à cause de la mise au point de puces spécialisées dans le type de calculs impliqués, celui-ci s'achève 15 ans plus tôt que prévu.

## Théories
Le progrès accéléré a été théorisé par plusieurs chercheurs. Voici un résumé des principales écoles de pensées sur le sujet.

### Hans Moravec
L'informaticien et futurologue Hans Moravec publie une série d'articles sur le sujet entre 1974 et 1979 en développant des prédictions liées à la vie artificielle à partir de la loi de Moore. Il précise sa réflexion dans les livres Mind Children (1988) et Robot: Mere Machine to Transcendent Mind,,.

### James Burke
L'historien des sciences  développe le concept dans les séries télévisées Connections (en) (1988), Connections²(2021) et Connections (20217). Il parle de l'Alternative View of Change (sous-titre des séries) qui rejette une vision linéaire et téléologique du progrès.

### Gerald Hawkins
Gerald S. Hawkins expose ses réflexions dans le livre Mindsteps to the Cosmos (1983). Il y développe notamment la notion de mindsteps (littéralement « étapes mentales »), qui sont des changements de paradigme dramatiques et irréversibles. Hawkins identifie ainsi cinq mindsteps dans l'histoire humaine ainsi que les technologies qui ont accompagné ces étapes.

### Vernor Vinge
Le mathématicien Vernor Vinge a popularisé ses idées concernant l'accélération du progrès technique dans son roman La Captive du temps perdu (1986), qui se déroule dans un monde où le progrès accéléré mène à l'apparition de technologies de plus en plus complexes au cours d'intervalles de temps de plus en plus courts. Vinge expose les mêmes idées dans son roman Un feu sur l'abîme (1992), qui décrit l'avènement d'une superintelligence qui accède rapidement à la , voire l'omnipotence. Son texte Technological singularity est l'un des premiers à détailler la question de la singularité technologique.

### Raymond Kurzweil

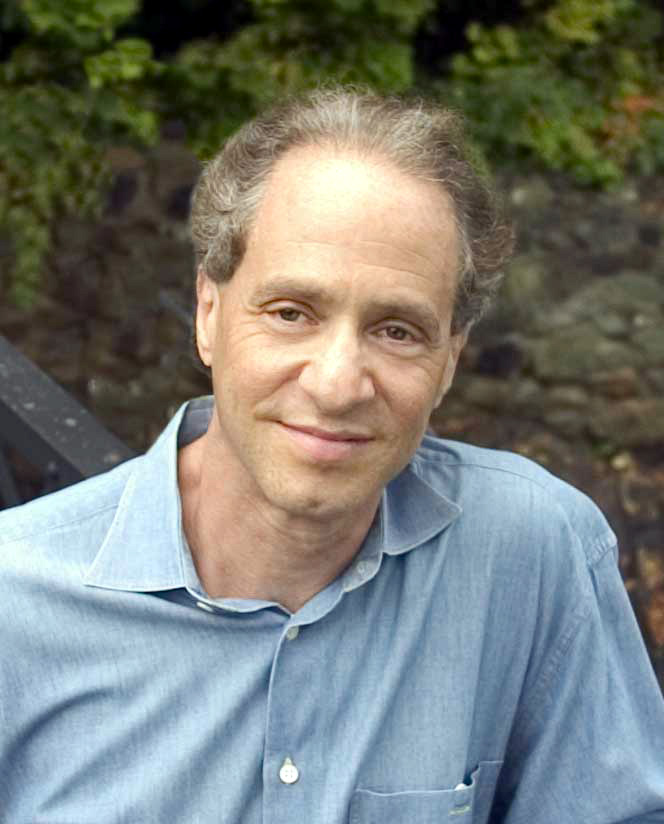
Raymond Kurzweil

L'informaticien et futurologue Raymond Kurzweil développe le concept de Law of Accelerating Returns dans ses essais The Age of Spiritual Machines (en) et Humanité 2.0. Tout comme Moravec, Kurzweil utilise la loi de Moore pour décrire le progrès exponentiel de diverses technologies. Il utilise également d'autres indicateurs pour appuyer ses travaux, dont notamment la variation en exponentielle inversée des coûts d'accès à diverses technologies.
Par l'expression "singularité technologique", il émet en 2005 l'hypothèse que l'intelligence artificielle déclenchera un emballement de la croissance technologique qui induira des changements imprévisibles sur la société humaine. Au-delà de ce point, le progrès ne sera plus l’œuvre que d’intelligences artificielles, qui s’auto-amélioreront, de nouvelles générations de plus en plus intelligentes apparaissant de plus en plus rapidement, créant finalement une puissante superintelligence qui dépassera qualitativement de loin l'intelligence humaine,,.

### Hartmut Rosa
En 2010, le philosophe et sociologue allemand Hartmut Rosa invite à penser conjointement l’accélération du progrès technique (évolution transports, de la communication, des bootechnologies, etc), celle du changement social (des styles de vie, des structures familiales, des affiliations politiques et religieuses...) et celle du rythme de vie (expérience de stress et de manque de temps). Selon lui, alors que le projet de la modernité visait l'émancipation des individus et des peuples, cette triple accélération conduit à un résultat diamétralement opposé : la dissolution des attentes et des identités, le sentiment d’impuissance, la « détemporalisation » de l’histoire et de la vie.